# Gerinne 613992
Gerinne 613992 ist ein zwei Kilometer langer Gebirgsbach im Ort Zeiringgraben, der einen hinteren Bereich des gleichnamigen Tals durchfließt und in den Zeiringbach-Zubringer mündet. Seine Quelle liegt ungefähr 350 Meter östlich der Klosterneuburger Hütte.